# مایک برنس (بازیکن فوتبال)
مایک برنس (انگلیسی: Mike Burns؛ زادهٔ ۱۴ سپتامبر ۱۹۷۰) یک بازیکن فوتبال اهل ایالات متحده آمریکا است.
وی همچنین در تیم ملی فوتبال ایالات متحده آمریکا بازی کرده‌است.